# Saison 29 de Détective Conan
Chronologie
Saison 28 de Détective Conan Saison 30 de Détective Conan
La saison 29 de Détective Conan est diffusée du 6 janvier 2024 au 28 décembre 2024 (épisode 1109 à 1147) sur Yomiuri TV. Elle est composée de 40 épisodes.
Le cinquante-huitième opening (épisode 1102 à 1147) s'intitule "Unraveling Love Sukoshi no Yūki" et est interprété par la chanteuse Mai Kuraki.
Le soixante dixième ending (épisode 1105 à 1131) s'intitule "You and I" et est interprété par la chanteuse Mai Kuraki.

Le soixante et onzième ending (épisode 1132 à 1147) s'intitule "Yume de Aimashō' et est interprété par le groupe SARD UNDERGROUND.
| No | Titre français                                                                                            | Titre japonais                       | Titre japonais                               | Date de 1re diffusion |
| No | Titre français                                                                                            | Kanji                                | Rōmaji                                       | Date de 1re diffusion |
| --- | --- | ------------------------------------ | -------------------------------------------- | --------------------- |
| 1109 | Le rendez-vous entre Takagi et Date écrit dans un carnet - 1re partie (files : 1079-1081/tomes : 101-102) | 高木と伊達と手帳の約束（前編)        | Takagi to Date to Techō no Yakusoku (Zenpen) | 6 janvier 2024        |
| 1110 | Le rendez-vous entre Takagi et Date écrit dans un carnet - 2e partie (files : 1079-1081/tomes : 101-102)  | 高木と伊達と手帳の約束（後編）       | Takagi to Date to Techō no Yakusoku (Kōhen)  | 13 janvier 2024       |
| 1111 | La Machine de Rube Goldberg - 1re partie                                                                  | ルーブ・ゴールドバーグマシン（前編） | Rūbu Gōrudobāgu Mashin (Zenpen)              | 20 janvier 2024       |
| 1112 | La Machine de Rube Goldberg - 2e partie                                                                   | ルーブ・ゴールドバーグマシン(後編)   | Rūbu Gōrudobāgu Mashin (Kōhen)               | 27 janvier 2024       |
| 1113 | Un dernier repas pour toi                                                                                 | ラスト・ディナーをあなたに           | Rasuto Dinā o Anata ni                       | 3 février 2024        |
| 1114 | Une séquestration mouvementée                                                                             | お騒がせな籠城                       | Osawagasena Rōjō                             | 10 février 2024       |
| 1115 | Chihaya et Jûgo à une fête pour célibataires - 1re partie (files : 1085-1087/tome : 102)                  | 千速と重悟の婚活パーティー(前編)     | Chihaya to Jūgo no Konkatsu Pātī (Zenpen)    | 2 mars 2024           |
| 1116 | Chihaya et Jûgo à une fête pour célibataires - 2e partie (files : 1085-1087/tome : 102)                   | 千速と重悟の婚活パーティー(後編)     | Chihaya to Jūgo no Konkatsu Pātī (Kōhen)     | 9 mars 2024           |
| 1117 | Ran Mouri, professeur de karate                                                                           | 空手の先生、毛利蘭                   | Karate no Sensei, Mōri Ran                   | 16 mars 2024          |
| 1118 | Une enquête entre filles II                                                                               | 女子会ミステリー２                   | Joshikai Misuterī 2                          | 23 mars 2024          |
| 1118.5 - SP29 | Kid contre Kômei : les lèvres pour cible (épisode spécial de 50 minutes)                                  | キッドＶＳ高明 狙われた唇            | Kiddo VS Takaaki nerawa reta kuchibiru       | 30 mars 2024          |
| Épisode récapitulatif du double épisode « Kid contre Kômei : les lèvres prises pour cible » (épisodes 983 et 984), contenant une scène de fin inédite, en rapport avec la sortie du film 27 « L'Étoile à 1 Million de dollar ». | |                                      |                                              |                       |
| 1119 | Une réunion d'anciens élèves à quatre                                                                     | ４人だけの同窓会                     | Yonin dake no Dōsōkai                        | 6 avril 2024          |
| 1120 | Le mystère du trésor dérobé                                                                               | 失われたお宝ミステリー               | Ushinawareta Otakara Misuterī                | 13 avril 2024         |
| 1121 | Un champ de melons trop dangereux                                                                         | あぶなすぎるメロン畑                 | Abunasugiru Meron-batake                     | 27 avril 2024         |
| 1122 | En planque 2                                                                                              | 張り込み3                            | Harikomi 3                                   | 4 mai 2024            |
| 1123 | Un cadavre à la frontière de Gunma et Nagano - 1re partie (files : 1082-1084/tome : 102)                  | 群馬と長野県境の遺体（前編）         | Gunma to Nagano Bōdā no Itai (Zenpen)        | 11 mai 2024           |
| 1124 | Un cadavre à la frontière de Gunma et Nagano - 2e partie (files : 1082-1084/tome : 102)                   | 群馬と長野県境の遺体（後編）         | Gunma to Nagano Bōdā no Itai (Kōhen)         | 18 mai 2024           |
| 1125 | Le journal d'enquête d'Ayumi IV                                                                           | 歩美の絵日記事件簿４                 | Ayumi no Enikki Jiken-bo 4                   | 1er juin 2024         |
| 1126 | Un détective épris                                                                                        | 逆上せあがった探偵                   | Nobose Agatta Tantei                         | 8 juin 2024           |
| 1127 | La salle d'interrogatoire 2                                                                               | ザ・取調室２                         | Za Torishirabeshitsu 2                       | 15 juin 2024          |
| 1128 | Conan et Megure : les deux otages - 1re partie                                                            | コナンと目暮 2人の人質（前編）       | Konan to Megure Futari no Hitojichi (Zenpen) | 22 juin 2024          |
| 1129 | Conan et Megure : les deux otages - 2e partie                                                             | コナンと目暮 2人の人質（後編）       | Konan to Megure Futari no Hitojichi (Kōhen)  | 29 juin 2024          |
| 1130 | Soupçons d'infidélité dans un triple mélange - 1re partie (files : 1091 - 1093/tomes : 102 - 103)         | トリプルコラボの浮気疑惑（前編）     | Toripurukorabo no Uwaki Giwaku (Zenpen)      | 20 juillet 2024       |
| 1131 | Soupçons d'infidélité dans un triple mélange - 2e partie (files : 1091 - 1093/tomes : 102 - 103)          | トリプルコラボの浮気疑惑（後編）     | Toripurukorabo no Uwaki Giwaku (Kōhen)       | 3 août 2024           |
| 1132 | Le carnet du détective de Mitsuhiko Tsuburaya III                                                         | 円谷光彦の探偵ノート3                | Tsuburaya Mitsuhiko no Tantei Nōto Surī      | 17 août 2024          |
| 1133 | Best Husband                                                                                              | ベストハズバンド                     | Besuto hazubando                             | 24 août 2024          |
| 1134 | L'infortune d'un optimiste                                                                                | ポジティブ男の災難                   | Pojitibu Otoko no Sainan                     | 14 septembre 2024     |
| 1135 | Le piège sucré de Momiji Ooka - 1re partie (files : 1088 - 1090/tome : 103)                               | 大岡紅葉の甘い罠(前編)               | Ōoka Momiji no Amai Wana (Zenpen)            | 21 septembre 2024     |
| 1136 | Le piège sucré de Momiji Ooka - 2e partie (files : 1088 - 1090/tome : 103)                                | 大岡紅葉の甘い罠(後編)               | Ōoka Momiji no Amai Wana (Kōhen)             | 28 septembre 2024     |
| 1137 | Le secret du changement de saveurs d'un restaurant achalandé                                              | ポジティブ男の災難                   | Pojitibu Otoko no Sainan                     | 5 octobre 2024        |
| 1138 | Le poste de police mobile                                                                                 | 動く交番                             | Ugoku Kōban                                  | 12 octobre 2024       |
| 1139 | Une soeur ennuyée par un frère malveillant                                                                | 意地悪な弟に困る姉                   | Ijiwaruna Otōto ni Komaru Ane                | 19 octobre 2024       |
| 1140 | Une enquête entre filles III                                                                              | 女子会ミステリー３                   | Joshikai Misuterī 3                          | 2 novembre 2024       |
| 1141 | Les Mouri font du gardiennage                                                                             | お留守番毛利一家                     | Orusuban Mōri Ikka                           | 9 novembre 2024       |
| 1142 | Meurtre à la Résidence Ranpo - 1re partie                                                                 | 乱歩邸殺人事件(前編)                 | Ranpo-tei Satsujin Jiken (Zenpen)            | 16 novembre 2024      |
| 1143 | Meurtre à la Résidence Ranpo - 2e partie                                                                  | 乱歩邸殺人事件（後編）               | Ranpo-tei Satsujin Jiken (Kōhen)             | 23 novembre 2024      |
| 1144 | L'Affaire des attentats hôteliers - 1re partie (files : 1094-1096/tome : 103)                             | ホテル連続爆破事件 (前編)            | Hoteru Renzoku Bakuha Jiken (Zenpen)         | 7 décembre 2024       |
| 1145 | L'Affaire des attentats hôteliers - 2e partie (files : 1094-1096/tome : 103)                              | ホテル連続爆破事件 (後編)            | Hoteru Renzoku Bakuha Jiken (Kōhen)          | 14 décembre 2024      |
| 1146 | Librairie ancienne et sifflet de train IV                                                                 | 汽笛の聞こえる古書店４               | Kiteki no Kikoeru Kosho-ten 4                | 21 décembre 2024      |
| 1147 | En planque 4                                                                                              | 張り込み４                           | Harikomi 4                                   | 28 décembre 2024      |